# Мортен
Морте́н (фр. Mortain) — колишній муніципалітет у Франції, у регіоні Нормандія, департамент Манш. Населення — 1698 осіб (2011).
Муніципалітет був розташований на відстані близько 250 км на захід від Парижа, 75 км на південний захід від Кана, 55 км на південь від Сен-Ло.

## Історія
Колишня столиця середньовічоного Мортенського графства на прикордонні Нормандії та Французького королівства. 
До 2015 року муніципалітет перебував у складі регіону Нижня Нормандія. Від 1 січня 2016 року належав до нового об'єднаного регіону Нормандія.
1 січня 2016 року Мортен, Бйон, Нотр-Дам-дю-Туше, Сен-Жан-дю-Корай i Вільш'ян було об'єднано в новий муніципалітет Мортен-Бокаж.

## Демографія
Динаміка населення (INSEE ):
Розподіл населення за віком та статтю (2006):
| Стать | Всього | До 15 років | 15-24 | 25-44 | 45-64 | 65-85 | Понад 85 |
| --- | ------ | ----------- | ----- | ----- | ----- | ----- | -------- |
| Чоловіки | 868    | 124         | 56    | 236   | 268   | 168   | 16       |
| Жінки | 1028   | 116         | 156   | 176   | 268   | 204   | 108      |
| \| Статево-вікова піраміда \| Статево-вікова піраміда \| Статево-вікова піраміда \| \| ----------------------- \| ----------------------- \| ----------------------- \| \| Чоловіки \| Вік \| Жінки \| \| 16 \| 85 + \| 108 \| \| 36 \| 80-84 \| 64 \| \| 68 \| 75-79 \| 52 \| \| 20 \| 70-74 \| 48 \| \| 44 \| 65-69 \| 40 \| \| 44 \| 60-64 \| 80 \| \| 80 \| 55-59 \| 68 \| \| 60 \| 50-54 \| 40 \| \| 84 \| 45-49 \| 80 \| \| 64 \| 40-44 \| 48 \| \| 40 \| 35-39 \| 44 \| \| 84 \| 30-34 \| 60 \| \| 48 \| 25-29 \| 24 \| \| 24 \| 20-24 \| 44 \| \| 32 \| 15-20 \| 112 \| \| 44 \| 10-14 \| 64 \| \| 36 \| 5-9 \| 20 \| \| 44 \| 0-4 \| 32 \| |        |             |       |       |       |       |          |
| Статево-вікова піраміда |        |             |       |       |       |       |          |
| Чоловіки | Вік    | Жінки       |       |       |       |       |          |
| 16 | 85 +   | 108         |       |       |       |       |          |
| 36 | 80-84  | 64          |       |       |       |       |          |
| 68 | 75-79  | 52          |       |       |       |       |          |
| 20 | 70-74  | 48          |       |       |       |       |          |
| 44 | 65-69  | 40          |       |       |       |       |          |
| 44 | 60-64  | 80          |       |       |       |       |          |
| 80 | 55-59  | 68          |       |       |       |       |          |
| 60 | 50-54  | 40          |       |       |       |       |          |
| 84 | 45-49  | 80          |       |       |       |       |          |
| 64 | 40-44  | 48          |       |       |       |       |          |
| 40 | 35-39  | 44          |       |       |       |       |          |
| 84 | 30-34  | 60          |       |       |       |       |          |
| 48 | 25-29  | 24          |       |       |       |       |          |
| 24 | 20-24  | 44          |       |       |       |       |          |
| 32 | 15-20  | 112         |       |       |       |       |          |
| 44 | 10-14  | 64          |       |       |       |       |          |
| 36 | 5-9    | 20          |       |       |       |       |          |
| 44 | 0-4    | 32          |       |       |       |       |          |

## Економіка
2010 року серед 1027 осіб працездатного віку (15—64 років) 707 були активними, 320 — неактивними (показник активності 68,8%, у 1999 році було 73,9%). З 707 активних мешканців працювали 634 особи (343 чоловіки та 291 жінка), безробітними було 73 (32 чоловіки та 41 жінка). Серед 320 неактивних 94 особи були учнями чи студентами, 149 — пенсіонерами, 77 були неактивними з інших причин.

У 2010 році в муніципалітеті числилось 771 оподатковане домогосподарство, у яких проживали 1549,5 особи, медіана доходів виносила 18 968 євро на одного особоспоживача